# Araneus allani
Araneus allani är en spindelart som beskrevs av Levi 1973. Araneus allani ingår i släktet Araneus och familjen hjulspindlar. Inga underarter finns listade i Catalogue of Life.